# Valvifera
Valvifera jsou mořští stejnonožci. Odlišují se plochými chlopňovitými uropody, které se sklápějí do stran a dovnitř pod zadní část těla a zakrývají pleopody. Některé druhy jsou všežravé a slouží jako výkonní mrchožrouti v mořském potravním řetězci.

## Čeledě
Podřád zahrnuje 12 čeledí:
- Antarcturidae Poore, 2001 – 17 rodů
- Arcturidae Dana, 1849 – 14 rodů
- Arcturididae Poore, 2001 – 1 rod
- Austrarcturellidae Poore & Bardsley, 1992 – 5 rodů
- Chaetiliidae Dana, 1849 – 13 rodů
- Holidoteidae Wägele, 1989 – 4 rody
- Holognathidae Thomson, 1904 – 5 rodů
- Idoteidae Samouelle, 1819 – 24 rodů
- Pseudidotheidae Ohlin, 1901 – 1 rod
- Rectarcturidae Poore, 2001 – 4 rody
- Thermoarcturidae Poore, 2015 – 3 rody
- Xenarcturidae Sheppard, 1957 – 1 rod